# The War of Art (álbum)
The War of Art es el segundo álbum de la banda de metal industrial American Head Charge , lanzado el 28 de agosto de 2001.

## Información sobre el álbum
El álbum fue grabado en un estudio de grabación por Rick Rubin . El título es un juego de palabras del libro chino The Art of War de Sun Tzu. Este es el único álbum de la banda con Aaron Zilch en teclados, y David Rogers y Wayne Kile juntos en la guitarra. Después de la partida de Zilch, Justin Fouler permaneció como el único tecladista de la banda.
El álbum le dio a American Head Charge un lugar en el Ozzfest 2001. En sus conciertos hubo cierta controversia debido a que la banda disparaba escopetas y quemaba banderas estadounidenses en el escenario. Una versión en vivo de la canción "Reach and Touch" aparece en el álbum Ozzfest 2001: The Second Millennium. Una versión en vivo de "Seamless" aparece en el álbum Pledge of Allegiance Tour: Live Concert Recording. Se lanzaron videos musicales para "Just So You Know" y "All Wrapped Up".

## Recepción
The War Of Art vendió más de 250,000 copias y recibió críticas positivas. Allmusic llamó al álbum "brutal, ruidoso y locamente intenso" y que "la banda es una de las bandas de metal más inteligentes, interesantes y convincentes que han salido a la superficie". CMJ dijo, "apuntando sus cañones, granadas y escopetas a quemarropa... está empalmado con programación y agravantes del aggro" NME lo llamó una "sobresaliente losa del heavy metal moderno".
Katherine Turman dijo que "las sirenas, el ruido industrial y las voces ultra-intensivas dan inicio al acertado corte de apertura de The War of Art, "A Violent Reaction", y que la banda ha "producido hábilmente, bien concebido y realizado plenamente las canciones y el enfoque". Metal Observer lo llamó "un álbum que forma una unidad por sí mismo y gana en poder e intensidad con cada escucha repetida". AntiMusic dijo que "de principio a fin The War of Art es un álbum pesado sin compromisos lleno de gritos justos, con el bajo y la batería en tu cara y guitarras abrasadoras". Rough Edge dijo que el álbum "es una hora más de metal fundido ardiente y alucinante" y que "canción tras canción tras canción es nada menos que una experiencia de puro metal".

## Lista de Canciones
1. "A Violent Reaction" – 4:12
2. "Pushing The Envelope" – 3:14
3. "Song For The Suspect" – 4:11
4. "Never Get Caught" – 4:56
5. "Self" – 4:21
6. "Just So You Know" – 5:32
7. "Seamless" – 4:28
8. "Effigy 23" – 4:10
9. "Americunt Evolving Into Useless Psychic Garbage" – 2:33
10. "Shutdown" – 5:06
11. "We Believe" – 3:15
12. "Breathe In, Bleed Out" – 4:28
13. "Fall" – 4:30
14. "Reach And Touch" – 3:54
15. "All Wrapped Up" – 3:28
16. "Nothing Gets Nothing" – 5:29

Bonus Track de la versión Japónesa
17. "Pretty Face" – 11:20

## Sencillos
| Fecha de lanzamiento | Título           | Discográfica        | U. S. Mainstream Rock Tracks | U. S. Modern Rock Tracks | U. S. Hot Dance Music/Club Play | UK Album Charts |
| -------------------- | ---------------- | ------------------- | ---------------------------- | ------------------------ | ------------------------------- | --------------- |
| 27 de mayo de 2002   | Just So You Know | American Recordings | 12                           | 5                        |                                 |                 |

## Videografía
| Lanzamiento | Canción          | Director       | Discográfica        | Información adicional                                        |
| ----------- | ---------------- | -------------- | ------------------- | ------------------------------------------------------------ |
| 2001        | All Wrapped Up   | Tomas Migone   | American Recordings | Prohibido debido a las imágenes viscerales dentro del video. |
| 2002        | Just So You Know | Kevin Kerslake | American Recordings | Primer video musical oficial de American Head Charge.        |

## Créditos

#### American Head Charge
- Cameron Heacock – vocalista
- Chad Hanks † – bajo, guitarra, programador
- Justin Fouler – Teclados, samples
- David Rogers – guitarra
- Wayne Kile – guitarra
- Aaron Zilch – Teclados, Electrónicos
- Chris Emery – Batería

#### Producción
- Rick Rubin – Productor
- Billy Bowers – Edición
- Lindsay Chase – Coordinación
- Rich Costey – Remezclas y mezclas
- Greg Fidelman – Ingeniero
- Dean Karr – Fotografías
- Steve Mixdorf – Ingeniero
- Marc Moreau – Edición
- Jeremy Parker – Asistente de ingeniero
- Gary Richards – Mánager
- Eddy Schreyer – Masterización
- Justin Smith – Mezcla, asistente de remezcla